# Wataru Endo
Wataru Endo (Yokohama, 9 de fevereiro de 1993) é um futebolista japonês que atua como volante. Atualmente joga no Liverpool.

## Carreira

### Shonan Bellmare
Endo começou sua carreira profissional com o Shonan Bellmare. Depois de ser rebaixado em 2013, ele ajudou o Shonan a volta para a J1 League, marcando sete gols em 38 partidas da liga enquanto eles ganhavam o título da J.League Division 2 de 2014. Sua ótima forma continuou na temporada seguinte  onde marcou quatro gols em 31 partidas da liga e ajudou seu time a um confortável 8º lugar.
Endō registrou um total de 23 gols em 167 partidas durante sua passagem no clube.

### Urawa Red Diamonds
As atuações de Endō foram notadas e ele foi rapidamente contratado pelo companheiro da J1 League, Urawa Red Diamonds, que havia terminado como vice-campeão na temporada anterior. Em sua primeira campanha com seu novo clube, Endō conquistou a J.League Cup de 2016 , marcando o pênalti da vitória na disputa de pênaltis final. Na temporada seguinte, ele venceu o Suruga Bank Championship de 2017 , bem como o maior torneio do futebol asiático, a AFC Champions League de 2017.
Durante seu tempo no Urawa Red Diamonds, Endo acumulou um total de seis gols em 109 partidas.

### Sint-Truiden
Endo ingressou no Sint-Truiden, da Liga Profissional Belga, em 2018, onde jogou um ano no clube e marcou dois gols. 

### VfB Stuttgart
Em 13 de agosto de 2019, Endo foi emprestado ao clube alemão VfB Stuttgart até o final da temporada. Em abril de 2020, o Stuttgart contratou Endō permanentemente. Em 26 de novembro de 2020, Endō renovou seu contrato com o VfB Stuttgart até junho de 2024. 
Em 25 de fevereiro de 2022, Endō marcou o único gol do Stuttgart na derrota por 1 a 2 para o 1899 Hoffenheim. Ele marcou novamente na vitória do clube por 3 a 2 contra o Borussia Mönchengladbach.  Em 14 de maio de 2022, Endō marcou o gol da vitória nos acréscimos de uma vitória por 2 a 1 sobre o 1. FC Köln para salvar o Stuttgart dos play-offs de rebaixamento e garantir sua vaga na Bundesliga de 2022-23. 
A última partida de Endō pelo Stuttgart foi em uma partida da primeira rodada da DFB-Pokal contra o TSG Balingen em 12 de agosto de 2023, onde marcou o quarto gol de uma vitória por 4 a 0. 

### Liverpool
Em 18 de agosto de 2023, Endō assinou um contrato de quatro anos com o Liverpool por uma taxa de £ 16 milhões. Ele se tornou o segundo jogador de futebol japonês a jogar pelo clube depois de Takumi Minamino, que ingressou no clube em 2020. No dia seguinte, ele fez sua estreia na Premier League e no clube contra o Bournemouth, entrando como substituto aos 63 minutos. Endō foi elogiado por seu desempenho, perdendo apenas um passe. Em 27 de agosto, Endō fez sua primeira partida no Liverpool e na Premier League em uma vitória fora de casa contra o Newcastle. Em 27 de setembro, ele fez sua primeira aparição completa em Anfield e contribuiu para a vitória do Liverpool na terceira rodada da Copa da Liga Inglesa contra o Leicester City, auxiliando Dominik Szoboszlai no gol decisivo. Em 26 de outubro de 2023, Endō marcou seu primeiro gol pelo Liverpool na vitória por 5 a 1 sobre o Toulouse em Anfield na Liga Europa da UEFA. 
Em 3 de dezembro de 2023, Endō marcou seu primeiro gol na Premier League, um empate apenas quatro minutos após ser substituído, em uma vitória por 4–3 sobre o Fulham. Depois, ele começou os próximos sete jogos, quando o Liverpool conquistou vitórias contra Sheffield United, Crystal Palace, West Ham United e Burnley. Em reconhecimento aos seus esforços, Endō foi eleito o Jogador do Mês do Liverpool em dezembro. Ele jogou os 120 minutos completos da final da Copa da Liga Inglesa de 2024, na qual o Liverpool derrotou o Chelsea por 1–0, rendendo a Endō seu primeiro troféu com o clube. 

## Carreira por seleção
Em 23 de julho de 2015, o técnico do Japão, Vahid Halilhodžić, convocou Endō para o time para a próxima Copa da Ásia Oriental da EAFF de 2015. Em 2 de agosto de 2015, ele fez sua estreia internacional no jogo de abertura da competição em uma derrota por 2 a 1 para a Coreia do Norte. Ele foi nomeado para o time do Japão para a Copa do Mundo FIFA de 2018 na Rússia, embora não tenha jogado em nenhuma de suas partidas.
Endō estava novamente na seleção japonesa para a Copa do Mundo FIFA de 2022 no Catar, onde a equipe chegou às oitavas de final antes de perder para a Croácia nos pênaltis. 
Em janeiro de 2024, Endō marcou três gols internacionais. Ele foi nomeado capitão da seleção nacional em junho de 2023. 
Em janeiro de 2024, ele foi nomeado para a seleção final da Copa Asiática de Seleções de 2023,  e marcou um gol tardio para o Japão na derrota por 2 a 1 contra o Iraque na segunda partida do grupo.

## Títulos
Shonan Bellmare
- J2 League: 2014

Urawa Red Diamonds
- Copa da Liga Japonesa: 2016
- Copa Suruga Bank: 2017
- Liga dos Campeões da AFC: 2017

Liverpool
- Copa da Liga Inglesa: 2023–24
- Premier League: 2024–25

Japão sub-23
- Campeonato Asiático de Futebol Sub-23: 2016